# 小行星6311
小行星6311（英語：6311 Porubcan）是一颗围绕太阳公转的小行星。1990年9月15日，亨利·E·霍爾特在帕洛马山发现了此天体。
这颗小行星的绝对星等为70.05954790055057等。